# 화순 만연사 선정암 목조관음보살좌상
화순 만연사 선정암 목조관음보살좌상(和順 萬淵寺 禪定庵 木造觀音菩薩坐像)은 대한민국 전라남도 화순군 화순읍, 선정암에 있는 조선시대의 불상이다. 2011년 12월 20일 전라남도의 문화재자료 제277호로 지정되었다.

## 개요
화순 만연사 선정암 목조관음보살좌상은 보존상태도 우수하고 17세기 후반의 양식적 특성을 잘 보여주고 있는 불상이다. 화려한 보관과 상호는 둔박한 얼굴로 상하가 사각형, 통견의 천의, 손 모습은 중품하생인(中品下生印)을 하고 있으며, 어깨를 덮고 내려온 천의 자락, 그리고 무릎을 덮은 군의 주름선이 매끈하며 미려하다.
복장이 원형으로 전하지 않아 확실한 조성연대를 알 수 없지만 제작 수법으로 보아 17세기 후반경 삼인(三忍)의 작품과 유사성을 보이고 있다. 전남지방에서 17세기 불상이 문화재로 지정된 경우는 모두 연대가 확인되는 작품이고 또 삼존불인 경우가 대부분으로(서동사, 불갑사, 달성사) 보살의 단독상인 경우가 없는 실정이다. 이에 따라 양식상으로는 제작시대나 작가가 추정될 정도로 확연한 특징을 가지고 있지만, 미진한 점이 있어 문화재자료로 지정하여 보존관리할 필요성이 있다.

## 참고 자료
- 화순 만연사 선정암 목조 관음보살좌상 - 국가유산청 국가유산포털